# Departamento do Património Histórico e Artístico da Diocese de Beja
O Departamento do Património Histórico e Artístico da Diocese de Beja (DPHADB) foi uma Organização não governamental que teve como missão o estudo, a salvaguarda e a valorização do património cultural religioso do Baixo Alentejo. Fundado em 1984 por decreto de D. Manuel Falcão, bispo de Beja, foi constituído essencialmente por voluntários com formação técnica na área da arte sacra. Teve como director, desde a sua instituição até à extinção, José António Falcão.

## Actividade e Parcerias

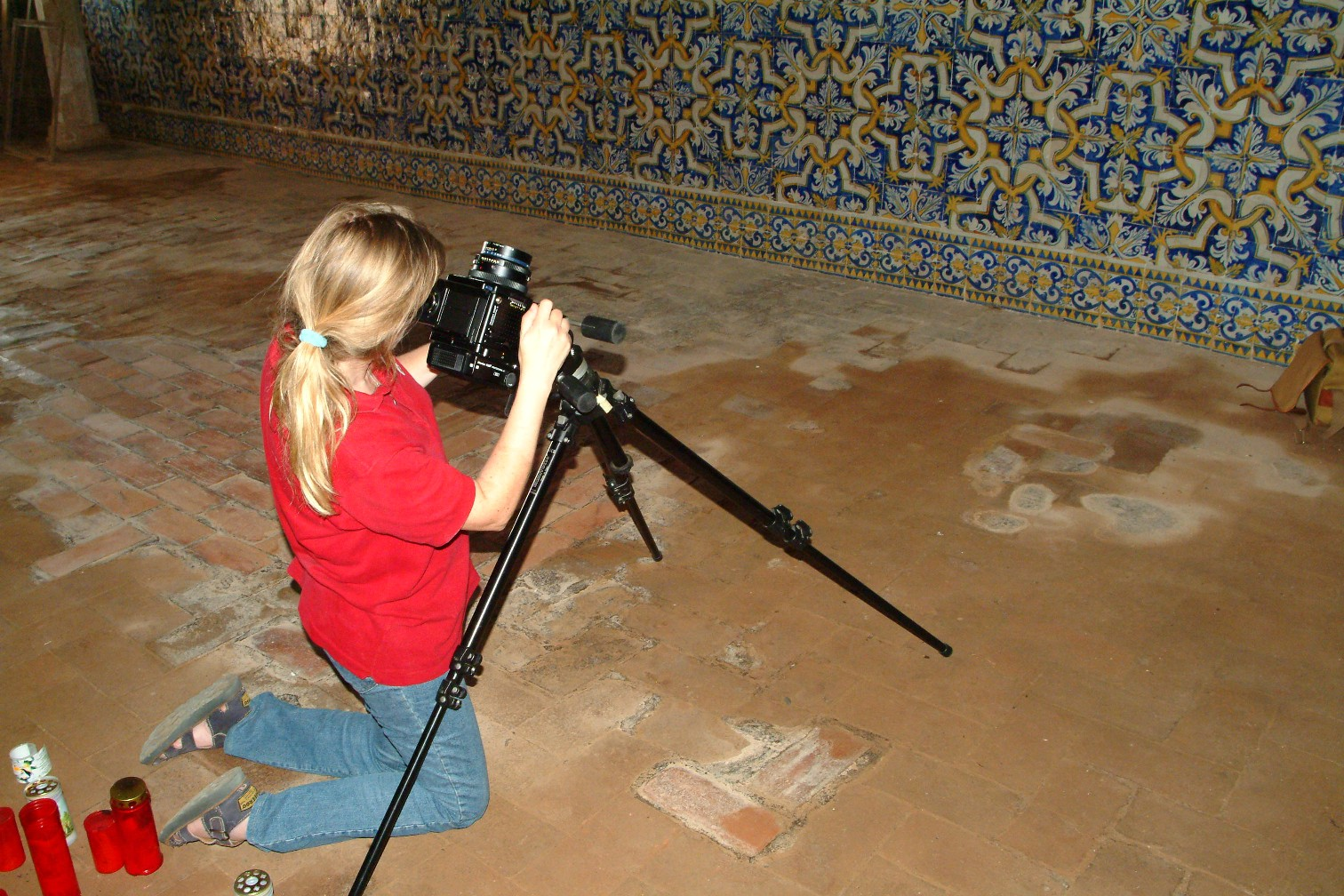
Levantamento fotográfico em Vila Ruiva(Cuba).

Trabalhando em parceria com as instituições locais e nacionais, pôs em marcha um projecto para o resgate da arte sacra do Baixo Alentejo. Entre os passos dados incluiu-se a conservação de igrejas e o restauro dos seus tesouros artísticos, incluindo as obras-primas do património diocesano; a criação de uma rede de museus; a organização de exposições em Portugal e no estrangeiro; a promoção de acções de formação e extensão cultural; a edição de estudos e documentários; a presença nos meios de comunicação social; a entrada em funcionamento de percursos de visita; e a realização de um festival de música sacra.
Realizou acções de formação e incentivou a formação de comissões locais de salvaguarda em cada uma das igrejas que passaram a ser abertas regularmente ao público; apoiou itinerários culturais que unem os monumentos por áreas geográficas e temáticas; estabeleceu uma rede diocesana de museus, com oito unidades (Santiago do Cacém, Cuba, Castro Verde, Sines, Moura, Beja [2] e Grândola); e desenvolveu uma estratégia integrada, com esses mesmos museus e outras instituições regionais e nacionais, para a gestão dos acervos de arte sacra do Alentejo meridional. Ocupou-se também da organização do Arquivo Histórico Diocesano e da Biblioteca do Seminário de Beja.

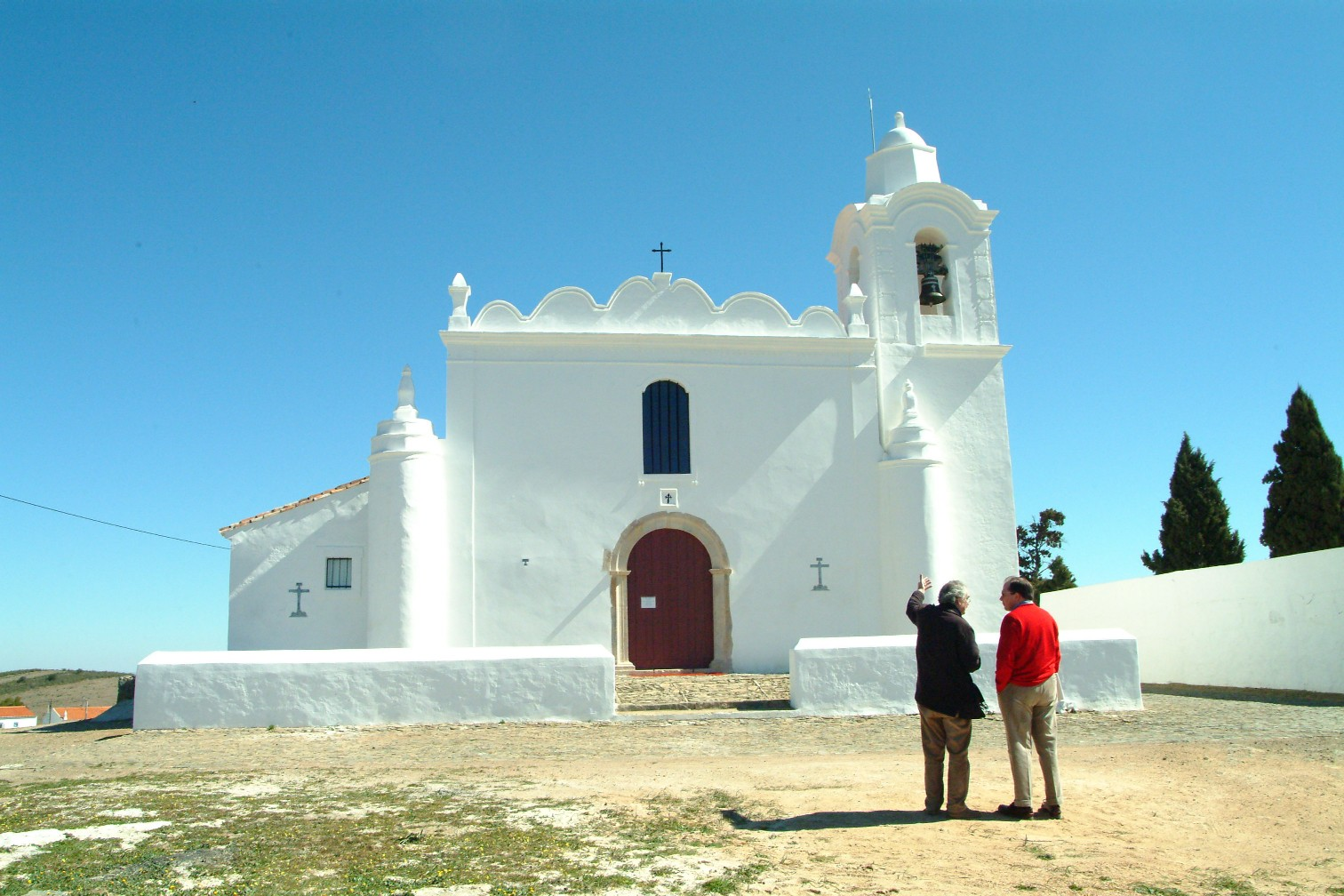
Igreja paroquial de Espírito Santo (Mértola) após requalificação.

Foram também realizadas exposições de arte sacra. Este ciclo iniciou-se em 1990 com a exposição Ars Sacra - Pastrimónio Religioso de Santiago do Cacém.
A exposição Entre o Céu e a Terra – Arte Sacra da Diocese de Beja, obte o Prémio Prof. Reynaldo dos Santos para a Melhor Exposição Temporária de 2000 e o Prémio APOM - Associação Portuguesa de Museologia para o Melhor Catálogo de 1999-2001.
Foram também realizadas exposições internacionais entre as quais a exposição Rosa Mystica – Mariendarstellungen aus dem Südlichen Portugal, no Museu da Catedral de Regensburgo, na Alemanha, em 1999-2000 e a exposição Le Forme dello Spirito – Arte Sacra del Sud del Portogallo, realizada na Igreja de Santo António dos Portugueses, em Roma, em 2003.

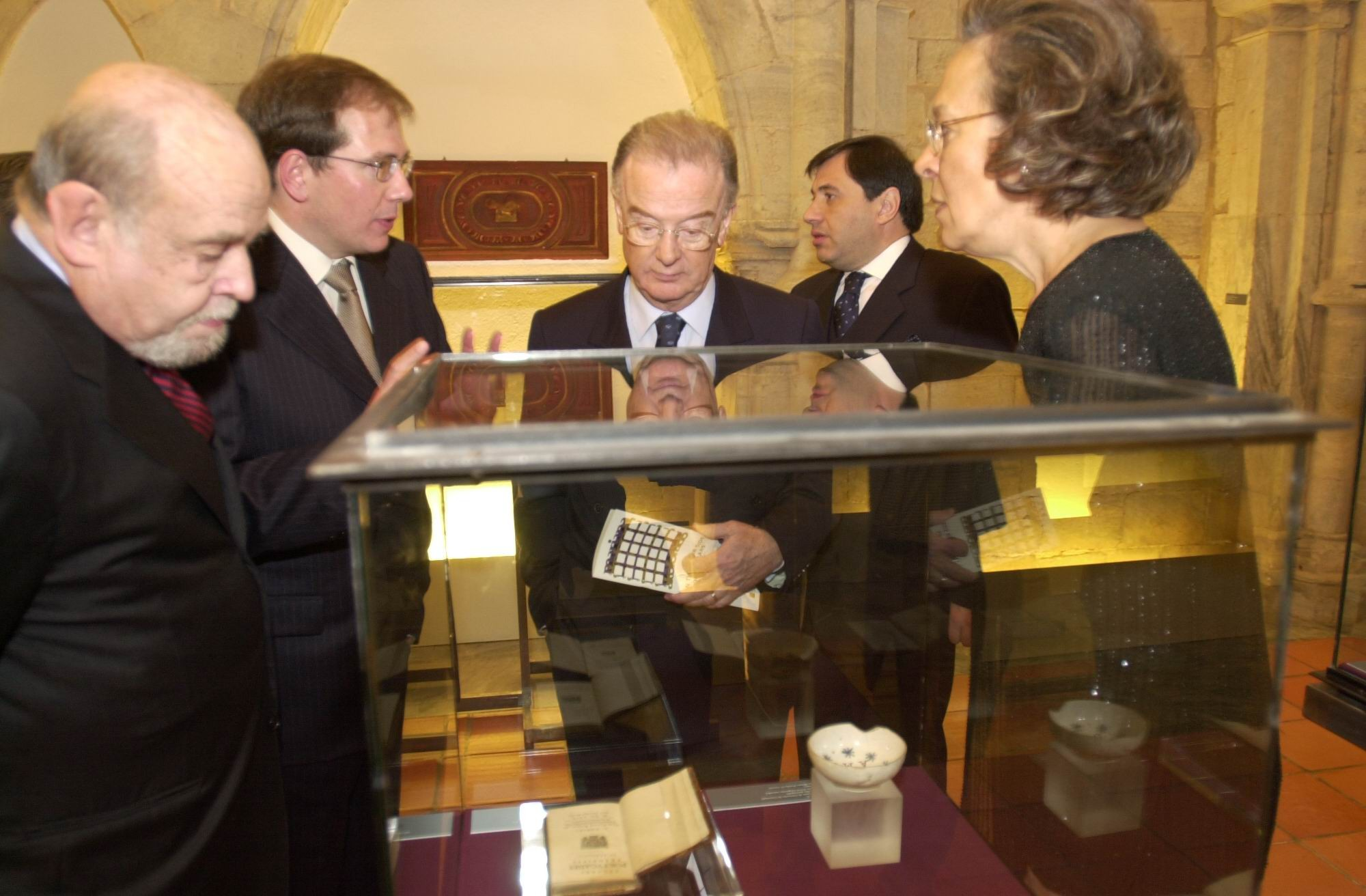
Visita do Presidente da República Portuguesa, Dr. Jorge Sampaio, a Beja (2004).

Em 2008, o DPHADB organizou, na Expo Zaragoza 2008, a exposição Un Río de Agua Pura – Arte Sacro del Sur de Portugal. Posteriormente teve lugar a exposição Portugal Eternel – Patrimoine de la Région de l’Alentejo, no Musée d’Art Religieux de Fourvière, em Lyon.

## Animação
O DPHA desenvolveu também projectos de animação cultural de entre os quais se destaca o Festival Terras sem Sombra de Música Sacra do Baixo Alentejo, iniciado em 2004. O Festival marca a temporada de música clássica da região através de um ciclo de concertos, obedecendo em cada ano a um tema-reitor e permitindo traçar uma “pequena história da Música”.
O Festival teve igualmente presença regular em Lisboa. A Turismo do Alentejo - Entidade Regional de Turismo atribuiu ao Festival Terras sem Sombra o Prémio ao Melhor Evento 2011.

## Prémios e Distinções
- Medalha de Mérito Municipal - Câmara Municipal de Beja (2001)[6]
- Medalha de mérito Cultural - Ministério da Cultura (2004)[7]
- Prémio Europa Nostra para a Salvaguarda do Património Cultural - União Europeia (2005)[8]
- Prémio Vasco Vil’Alva para a Salvaguarda do Património - A Fundação Calouste Gulbenkian (2009) [9]
- Prémio Árvore da Vida - P. Manuel Antunes - Secretariado Nacional da Pastoral da Cultura (Conferência Episcopal Portuguesa) (2010)[10]

## Rede Museológica da Diocese de Beja
O Departamento do Património Histórico e Artístico da Diocese de Beja, em parceria com o Ministério da Cultura e diversos municípios do seu território, organizou uma rede museológica. Fundada em 2002, com o título de Rede de Museus da Diocese de Beja, foi considerada pioneira a nível nacional.
Integra actualmente os seguintes pólos/unidades:
- Tesouro da Colegiada de Santiago, Igreja Matriz de Santiago do Cacém;

- Tesouro da Igreja Matriz de São Vicente de Cuba;

- Tesouro da Basílica Real de Nossa Senhora da Conceição de Castro Verde;

- Museu do Seminário de Beja;

- Tesouro da Igreja de Nossa Senhora das Salvas de Sines;

- Museu de Arte Sacra de Moura, Igreja-colegiada de São Pedro de Moura;

- Museu Episcopal de Beja, Igreja de Nossa Senhora dos Prazeres de Beja.

- Museu de Arte Sacra de Grândola.

## Extinção
Após a entrada em funções de um novo bispo na Diocese de Beja, em 2016, ocorreu um surto de intervenções clandestinas em igrejas históricas, algumas das quis classificadas pelo Estado. O DPHADB fez frente a este surto e conseguiu pará-lo, mas pouco depois foi extinto. No decreto episcopal, datado de 20 de Abril de 2017, indica-se que, embora o DPHADB "tenha realizado um trabalho meritório na promoção e divulgação do património diocesano, não se tem revelado ser o meio mais adequado para atingir os objectivos que presidiriam à sua constituição, nem para mediar o diálogo, que se pretende constante, com o clero e com os próprios diocesanos".
O facto da atividade cultural ter deixado de ser uma prioridade diocesana levou a que diversos párocos se sentissem autorizados a intervir nos monumentos a seu cargo à margem da lei e o DPHADB pagou ter-se oposto a isso. A  extinção causou celeuma, dando origem a críticas que ultrapassaram as fronteiras de Portugal, mas a equipa técnica do organismo desaparecido recusou alimentar a polémica, o que não impediu que fosse atacada por setores que passaram a imperar na diocese. O DPHADB foi acusado de valorizar em excesso o património regional e a criação contemporânea, colocar as heranças judaica e muçulmana a par da cristã, etc. No entanto, peritos independentes apelaram à razão e lembraram o trabalho efetuado em defesa da arte e da cultura nacionais.
A extinção do DPHADB ocorreu a par de um realinhamento dado pelo novo prelado à Diocese de Beja e que já o levou a acusar a maioria dos católicos alentejanos de se comportar como pagãos. Membro do Movimento Neocatecumenal, conhecido por defender, no domínio da estética, como noutros, uma visão ancorada nos valores do passado, o prelado é autor de retábulos e ícones de inspiração neobizantina, cujas reproduções podem ser hoje vistas em inúmeras igrejas do Baixo Alentejo.
Verificou-se entretanto o encerramento de igrejas aos visitantes, o desmantelamento do Museu Episcopal de Beja, e algumas intervenções problemáticas em monumentos de referência do Baixo Alentejo, entre eles o Paço Episcopal de Beja.
Mais de quatro anos sobre o fim do DPHADB, os ataques dirigidos a este e à sua equipa ressurgiram, em Julho de 2020, à luz de um polémico trabalho jornalístico jornal Público no qual se avançou que a extinção poderá ter estado relacionada com alegadas controvérsias na gestão de José António Falcão. O ex-diretor do DPHADB respondeu às acusações e defendeu o legado deste organismo.
À  extinção do DPHADB viria a sobreviver o Festival Terras sem Sombra de Música Sacra do Baixo Alentejo.